# Pantelosaurus
Il pantelosauro (gen. Pantelosaurus) è un pelicosauro vissuto tra il Carbonifero superiore e il Permiano inferiore in Europa (Germania).

## L'antenato del dimetrodonte
Questo animale di medie dimensioni (era lungo fino a un metro e mezzo) era uno dei più antichi pelicosauri, un gruppo di animali considerato ancestrale ai mammiferi. L'aspetto dell'aptodo però, doveva essere quello di un rettile: il corpo, lungo e basso, era retto da zampe forti e snelle, munite di artigli. La coda era molto lunga, e il capo era alto e stretto. I denti erano aguzzi e di misure differenti, adatti probabilmente a una dieta a base di insetti e piccoli vertebrati. Tra i suoi discendenti vi fu il famoso dimetrodonte, che al contrario dell'aptodo era munito di una "vela" dorsale.